# Liptena bergeri
Liptena bergeri är en fjärilsart som beskrevs av Henry Stempffer 1974. Liptena bergeri ingår i släktet Liptena och familjen juvelvingar. Inga underarter finns listade i Catalogue of Life.